# Lief klein konijntje
Lief klein konijntje is een novelty zomerhit van de Nederlandse zanger Henkie.

## Achtergrond
Het lied gaat over een konijn dat een vlieg op zijn neus heeft die heen en weer zoemt.
Aan het einde van het lied wordt het tempo van de muziek versneld.
Dezelfde melodie als in ‘Lief klein konijntje’ werd door de Amerikaanse componist William Steffe geschreven en onder andere gebruikt in John Brown's Body en The Battle Hymn of the Republic. De tekst van het Nederlandstalige lied is geschreven door Johan de Leeuw en Marco Leeuwis. Lief klein konijntje blinkt uit in de eenvoud van de tekst met een herkenbare melodie. Vooral bij jongeren was het een populair lied. Het werd in kroegen ook veel gedraaid.

## Hitnoteringen
Het lied bereikte in de Vlaamse Ultratop 50 de nummer 1-positie, voornamelijk doordat het zwaar gepromoot werd bij de Vlaamse jeugd door Studio Brussel-presentator Peter Van de Veire. Het stond zes weken bovenaan en in totaal 31 weken in de lijst. Ook in Nederland was er succes, waar het piekte op de twaalfde plaats van de Single Top 100 en het 28 weken in de hitlijst te vinden was. In de zeven weken dat het in de Nederlandse Top 40 stond, kwam het tot de 26e plek.